# Apodemia walkeri
Apodemia walkeri is een vlindersoort uit de familie van de prachtvlinders (Riodinidae), onderfamilie Riodininae.
Apodemia walkeri werd in 1886 beschreven door Godman & Salvin.